# Samantha Dorfflinger
Samantha Dorfflinger Bores (Aracaju, Brasil, 21 de febrero de 1981-Quito, 2 de mayo de 2004) fue una modelo y conductora de televisión de Ecuador.

## Biografía
Samantha nació en Aracaju, Sergipe, Brasil, hija de madre uruguaya y padre alemán. Dentro de su árbol familiar se cuenta también a su abuelo materno, Eduardo el Zorro Bores, quien dirigió algunos equipos de fútbol en la ciudad de Quito.
Junto con sus padres y su hermano mayor, abandonó Brasil a la edad de nueve años para radicarse en Ecuador, país que años antes ya le había abierto los brazos a su abuelo. 
Apenas llegada, Samantha se vincula al mundo del modelaje infantil realizando algunos catálogos de ropa para marcas nacionales, hasta que en 1990 se presenta a la audición para la conformación del equipo de bailarinas de El show de Yuly, que pensaba estrenar Teleamazonas. Fue parte también de otros proyectos televisivos a lo largo de su vida, y se desarrolló como modelo profesional. A sus dieciocho años, y tras una relación fallida, Samantha da a luz a una niña llamada Sol. 
La noche del 1 de mayo de 2004, Samantha se presentó en la fiesta de una amiga personal en el norte de la ciudad de Quito, allí compartió con su grupo de amigos y conocidos, hasta la madrugada del 2 de mayo, cuando decidió regresar a su casa manejando su automóvil. En el camino, por la avenida 10 de Agosto, el auto de la presentadora es impactado por otro vehículo, causando un estrepitoso accidente al que Samantha, lamentablemente, no sobrevivió. 
Su muerte causó eco en todos los medios de comunicación del país, no solo por su fama como presentadora y modelo, sino por sus apenas veintitrés años de edad y las causas del accidente que nunca fueron totalmente aclaradas.

## Vida profesional
Después de su llegada a Ecuador, Samantha se desarrolla en varios ámbitos del mundo de la farándula local, destacándose especialmente como modelo y presentadora de televisión. También le atraía la equitación, actividad en la que trabajó como instructora y en la que llegó a obtener premios nacionales y latinoamericanos.

### Carrera televisiva
Sus inicios en la televisión ecuatoriana se dan a inicios de los años noventa, cuando Teleamazonas convoca a una audición nacional para encontrar a las modelos y bailarinas del que sería El show de Yuly. Samantha superó la prueba y se convirtió en una yuliette, término con el que serían conocidas ella y sus compañeras de trabajo. Su paso por el programa infantil más exitoso de la época convirtió a Samantha en un personaje público muy querido. 
Durante una corta temporada del año 1995, se vincula nuevamente a la televisión, con el programa Splash, de Ecuavisa, en el que nuevamente hace de modelo. Aunque con algunas apariciones como conductora junto con Yuly. Ese mismo año Samantha colaboraría con Gamavisión para su primer trabajo como conductora principal, esta vez del programa Chikitito's, producido por su mentora y amiga personal, Yuly, en el que laboraría por un período corto.
Su reaparición definitiva se daría en el año 2001, en el programa Planeta fama, de Gamavisión, donde era la conductora principal del show, que se especializaba en temas de farándula y música. Con Planeta fama, Samantha se ganó nuevamente el gusto de los televidentes, sobre todo de los niños que un día la habían seguido en El show de Yuly y ahora eran adultos como ella. 

#### En corto
En 2003 decide participar en la audición para el programa En corto, un innovador proyecto de farándula política de Teleamazonas, misma que ganó y se vinculó inmediatamente a su antigua casa televisiva. Pero ahora como una mujer adulta.
Al inicio del espacio, que se transmitía al final de la edición estelar del Noticiero 24 horas, Samantha proyectaba una imagen de mujer fatal y seria que poco a poco fue cediendo hasta regresar a la imagen fresca y divertida que la había caracterizado en Planeta fama y que se convirtió en el principal gancho del espacio.
Una de las principales anécdotas de esta etapa de su carrera se dio cuando, cámara en mano, entró a las instalaciones del Banco Nacional de Fomento y logró que el presidente Lucio Gutiérrez apagara las velas de una pequeña torta que el equipo de En corto le ofreció por su cumpleaños.

### Modelaje
Paralela a su carrera como presentadora de televisión, Samantha encontró que también podía desarrollarse exitosamente como modelo profesional, tal cual lo había hecho a su llegada a Ecuador cuando tenía nueve años.
Fue modelo recurrente de los desfiles organizados por la Fundación Reina de Quito, siendo una de sus últimas apariciones en la presentación de la colección verano-2004 de la exclusiva firma española Mango, en el Club La Unión, de Quito.
En los Estados Unidos, fue elegida como la mejor modelo ecuatoriana en fotografía y pasarela. Y en 2003 fue candidata al mejor rostro de América.
Su último trabajo fue junto con el fotógrafo de bodas Patricio Calle para el que posó con vestidos de matrimonio que saldrían en la edición de junio de la revista Sueños de Novia.